# Nuages de poussières intramercuriens
Les nuages de poussières intramercuriens sont des regroupements de poussières cosmiques qui s'agglomèrent de manière transitoire à 0,043 unité astronomique (6,4 millions de kilomètres) du Soleil, bien à l'intérieur de l'orbite de Mercure, ce qui a été confirmé par de nombreuses éclipses solaires[réf. nécessaire]. Une zone de stabilité est en effet également prédite à cette distance[réf. nécessaire]. On ne peut pas pour autant parler d'une ceinture d'astéroïdes vulcanoïdes et on ne sait pas grand-chose de ces objets en raison de la difficulté de l'observation.